# Sean O’Neal
Sean O’Neal (ur. 29 listopada 1975) – amerykański aktor.
Najbardziej znany z roli Sama Andersa z serialu młodzieżowego Nickelodeon – Klarysa wyjaśni wszystko, najlepszego przyjaciela tytułowej bohaterki Clarissy Darling granej przez Melissę Joan Hart.

## Filmografia
- 2009: The Cost jako Bagman
- 1993: Półtora gliniarza jako Bully #2
- 1991-1994: Klarysa wyjaśni wszystko jako Sam Anders
- 1984: Bliźniak jako bliźniak